# Y (rovás)
A rovás Y a székely-magyar rovásban használatos betű. Történelmi nevek átírásánál ezzel jelezzük, hogy a latin betűs névben Y szerepel. 

## Hangértéke

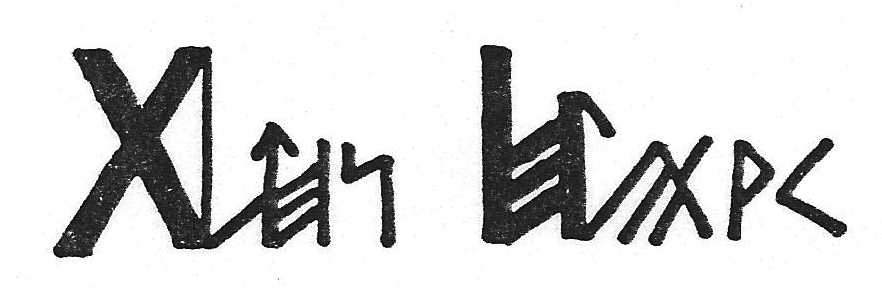
Bárczy Zoltán (balról jobbra tartó rovásfelirat) - a saját nevében is az Y rovásjele (egyik variánsa) szerepel

Idegen betűk átírási lehetőségei rovásra

Az Y hangértéke szerint I/Í vagy J lehet. A székely-magyar rovásban az Y latinbetű helyén háromféle átírás lehetséges: I/Í, J, Y. Ybl esetén Íbl vagy Ybl lehet a rovásfelirat. Az Y rovásjellel jelezzük, hogy a névben eredetileg Y szerepelt. 
- Ybl
- Íbl

Az Y jel az I és J rovásjel ligatúrája, azaz mindkét lehetséges hangérték jelölésre került egyetlen betűben.

## Története

### 1629
Csaknem négy évszázada léztezik az Y rovásjele. Bonyhai Moga Mihály ábécéjében láthatjuk az első kísérletet a latin ábécében fellelhető Y rovásváltozatának lejegyzésére.

### 1930-as évek
Cserkészkés, rovásábécével.

### 1943
Barátosi Lénárth Lajos: "a lámakolostorban talált ősírás kulcsa"

### 1971
Bárczy Zoltán rovás ábécéjében tünteti fel az Y rovásjelét.

### 1994, 2001
Vér Sándor könyve. Kézirata már 1994-ben kész volt, személyes másolatokban került terjesztésre.

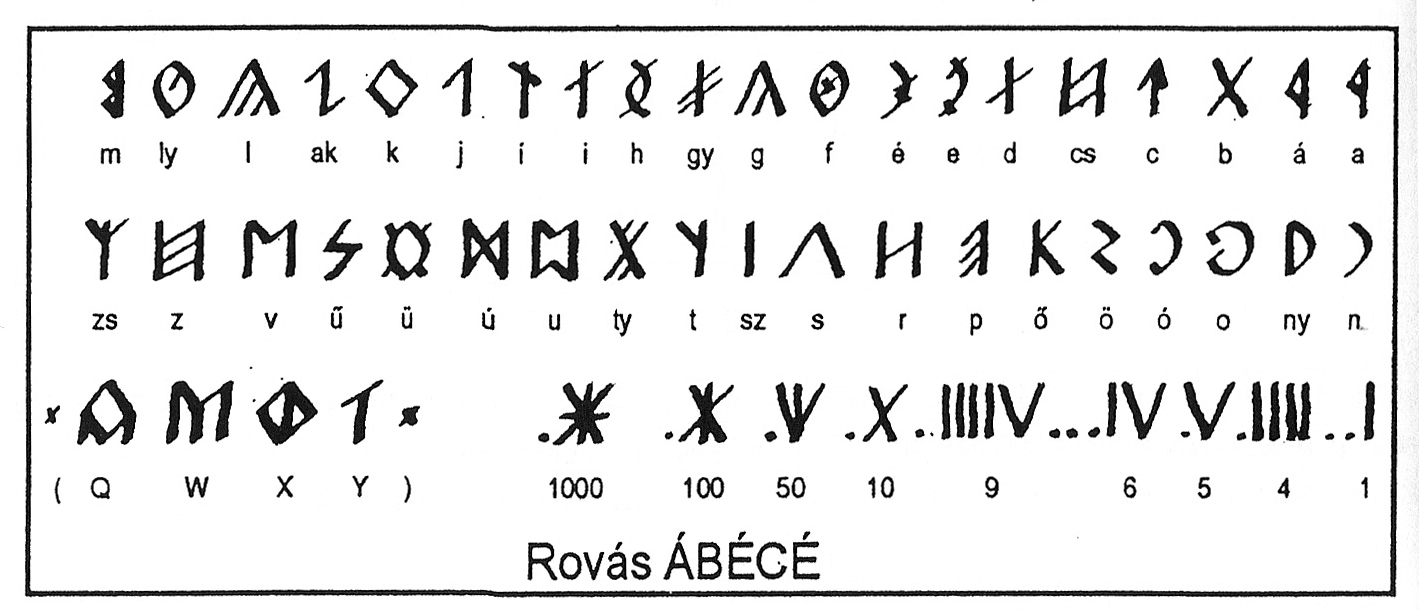
Vér Sándor rovás ÁBÉCÉ, 1996

### 2008
Élő Rovás szaktanácskozáson az Y jellel is foglalkozott egy munkacsoport (Idegen nevek átírása, a Q, W, Y, X, DZS, DZ betűk).
- Szabványjavaslat: A tanácskozás résztvevői határozatban támogatták a székely-magyar rovásnak az Unicode szabványosítás számára Dr. Hosszú Gábor által készített és az Élő Rovás Tanácskozáson bemutatott szabványtervezetét (N3527 Archiválva 2008. december 21-i dátummal a Wayback Machine-ben), amely tartalmazza az Y rovásjelét is.

### 2017
A Tomory Zsuzsa magyarságkutató emlékére állított kopjafán is megjelenik a rovásos Y.

## Számítástechnikai megjelenítése

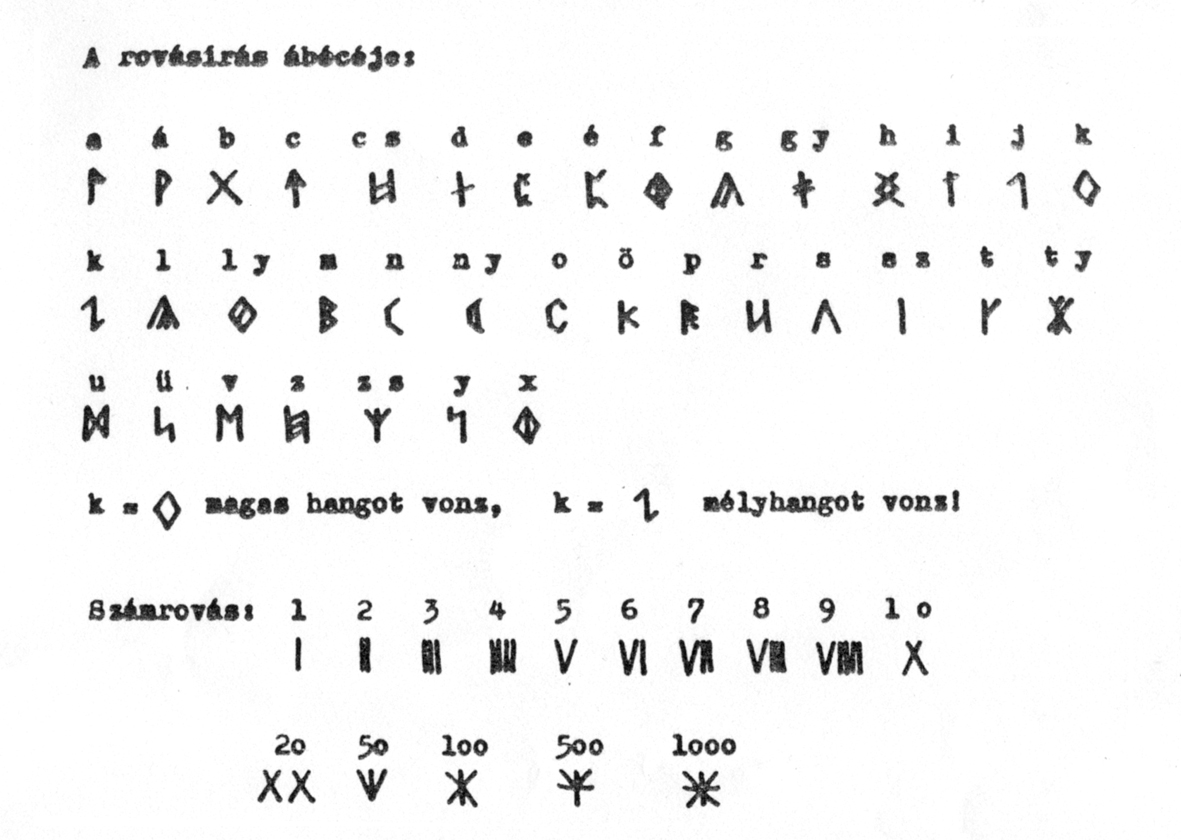
Bárczy Zoltán: Magyar rovásírás ábécéje (1971)

A korszerű székely-magyar rovás abc

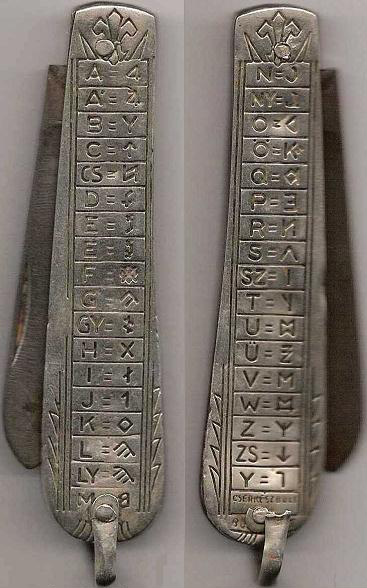
Cserkészkés, rovás ábécéje a Q, W, Y rovásjeleivel, (1927)

### Betűkészlet
Ingyenesen letölthető a Rovás Kiterjesztett JB helyről. A hozzá tartozó kódtáblázat a kódtábla helyről érhető el.

## Forrásművek

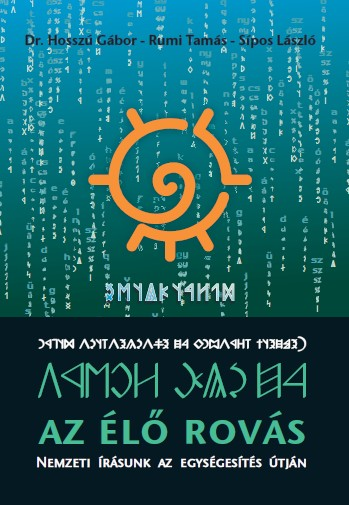
Az Élő Rovás

- Élő rovás szaktanácskozás könyve Élő Rovás - Nemzeti írásunk a szabványosítás útján. Imagent Kft. – Wou kft., Budapest, 2008. 1. kiadás ISBN 9789638796714
- Élő rovás szaktanácskozás könyve Élő Rovás - Nemzeti írásunk az egységesítés útján. Imagent Kft. – Wou kft., Budapest, 2010. 2. kiadás ISBN 9789638796752
- Bárczy, Zoltán (1971): Magyar rovásírás [Hungarian Rovas Script], “Nap fiai” újság melléklete [Sons of the Sun], 1971.
- Für Zoltán: A magyar rovásírás ábécés könyve, Püski, 1999.
- Vér Sándor (2001): Életfa. Szeged: Bába és Társai, 2001 (Első kiadás), 2003 (Második kiadás), 2008 (Harmadik kiadás).
- Gábor Hosszú (2011): Heritage of Scribes. The Relation of Rovas Scripts to Eurasian Writing Systems.  First edition. Budapest: Rovas Foundation, ISBN 978-963-88437-4-6, available in Google Books at https://books.google.hu/books?id=TyK8azCqC34C&pg=PA1
- Kéki Béla: Az írás története, Gondolat, 1971.
- Rumi Tamás - Sípos László: Rovás Alapismeretek, 2010. ISBN 978-963-88437-1-5

## Székely-magyar rovásírásra átíró szövegszerkesztők
- Latin-kárpát-medencei rovásra átíró program
- Kliha Gergely által készített Firefox bővítmény, amely kárpát-medencei és székely-magyar rovásra is át tud alakítani